# 경일관광경영고등학교
경일관광경영고등학교(京一觀光經營高等學校)는 대한민국 경기도 안산시 단원구 선부동에 있는 사립 고등학교이다.

## 학교 연혁
- 1974년 1월 5일 : 학교법인 홍신학원 인가
- 1974년 1월 5일 : 설립자 겸 초대 이사장 윤경섭 취임
- 1990년 10월 10일 : 협성상업고등학교 설립인가
- 1991년 3월 1일 : 협성상업고등학교 개교 (상업과 12학급 남ㆍ여공학)
- 1991년 3월 1일 : 초대 윤동섭 교장 취임
- 1993년 6월 19일 : 제4대 이사장 윤형섭 취임
- 1995년 3월 1일 : 교명변경 (경일정보산업고등학교)
- 1995년 5월 6일 : 송암관 (체육관 겸 강당) 준공
- 1996년 11월 30일 : 제1정보교육관 개관
- 1999년 5월 2일 : 학생급식소 및 관광실습실 개관
- 2000년 1월 4일 : 제2정보교육관 개관
- 2000년 9월 21일 : 2001학년도 학과 개편(인문과 1, 기악과 1) 승인 및 교명 변경(경일고등학교) 인가
- 2002년 6월 1일 : 박달관(신축교사) 준공식
- 2002년 12월 2일 : 만나당(학생식당) 준공식
- 2004년 11월 2일 : 교육문화관 준공식
- 2011년 6월 13일 : 학과 개편(관광운항과, 관광레저과, 금융정보과, 유통경영과, 세무회계과) 승인 및 교명 변경(경일관광경영고등학교)
- 2011년 8월 5일 : 경기도교육감지정 특성화 고등학교
- 2019년 6월 28일 : 2020학년도 학과개편(재무관리과 2학급->1학급, 공공행정과 1학급 신설) 및 2021학년도 직업계고 재구조화 사업교 선정(3D융합크리에이터과 1학급 신설)
- 2021년 2월 1일 : 2021학년도 혁신학교 운영교 선정
- 2021년 2월 22일 : 2021학년도 특성화고 혁신지원사업 운영교 선정
- 2024년 3월 1일 : 제5대 임운영 교장 취임

## 설치 학과
- 금융정보과
- 관광레저과
- 세무회계과
- 3D융합크리에이터과
- 관광외식조리과
- 공공행정과
- 관광운항과

## 참고 자료
- 경일관광경영고등학교 - 한국교육학술정보원 학교알리미